# Laíre Rosado Filho
Laíre Rosado Filho (Mossoró, 28 de agosto de 1945) é um médico e político brasileiro filiado ao Partido da Social Democracia Brasileira (PSDB) que foi deputado federal pelo Rio Grande do Norte.

## Dados biográficos
Filho de Jerônimo Laíre de Melo Rosado e Francisca Gurgel Frota Rosado. Em sua família, tradicional na política do município e do estado, destacaram-se, entre outros, Jerônimo Dix-Huit Rosado Maia, deputado federal pelo Rio Grande do Norte, de 1951 a 1959, e senador pelo mesmo estado, de 1959 a 1967, e Jerônimo Vingt Rosado Maia, prefeito de Mossoró, de 1953 a 1958, e deputado federal também pelo Rio Grande do Norte, a partir de 1967.
Laíre Rosado formou-se em medicina pela Universidade Federal do Rio Grande do Norte. Filiado em 1972, à Aliança Renovadora Nacional (ARENA), partido de sustentação do regime militar implantado no país em abril de 1964, tornou-se chefe do serviço médico do Instituto Nacional de Assistência Médica da Previdência Social, em 1976.
Com a extinção do bipartidarismo (29 de novembro de 1979), e a reorganização partidária, transferiou-se, no ano seguinte, para o Partido Democrático Social (PDS), onde permaneceria até 1985, quando filiou-se ao Partido do Movimento Democrático Brasileiro (PMDB).
Concorreu, em outubro de 1986, a uma vaga na Assembleia Legislativa do Rio Grande do Norte, na legenda do PMDB. Eleito assumiu em janeiro do ano seguinte e integrou, ao longo de 1987 a 1988, a Comissão do Desenvolvimento Econômico e Social. Neste último ano, deixou a Assembleia, para assumir a Secretaria de Habitação e Promoção Social do Rio Grande do Norte, no governo de Geraldo Melo (1987-1991).
Em outubro de 1990, candidatou-se a uma vaga na Câmara dos Deputados, também na legenda do PMDB. Eleito, iniciou o mandato em fevereiro de 1991. Membro da Comissão de Viação e Transporte, Desenvolvimento Urbano e Interior (1991-1992), na sessão de 29 de setembro de 1992, votou a favor da abertura do processo de impeachment do presidente, Fernando Collor de Mello, acusado de crime de responsabilidade por ligações com um esquema de corrupção comandado pelo ex-tesoureiro de sua campanha presidencial, PC Farias. Afastado da presidência, após a votação da Câmara, Collor renunciou ao mandato em 29 de dezembro de 1992, pouco antes da conclusão do processo pelo Senado. Foi então, efetivado presidente, o vice, Itamar Franco, que já havia exercido o cargo desde 2 de outubro.
Laíre Rosado foi também membro da Comissão de Seguridade Social e Família (1993-1994), que presidiu em 1994, ano em que participou da V Reunião da Saúde do Parlamento Latino-Americano, em Havana, Cuba. Ainda em 1993, integrou a Comissão Parlamentar de Inquérito (CPI) mista, encarregada de verificar a situação do setor farmacêutico.
Presidente regional do PMDB, reelegeu-se em outubro de 1994, assumindo o mandato de deputado federal em fevereiro do ano seguinte.
Nas eleições de outubro de 1998, reelegeu-se deputado federal, na legenda do PMDB. Assumindo o mandato em fevereiro de 1999.
Em outubro de 2002, candidatou-se vice-governador, na chapa liderada por Fernando Freire (PPB), pela legenda do PMDB, mas perdeu para Wilma de Faria (PSB). Permaneceu na Câmara dos Deputados, até 31 de janeiro de 2003, ao término de seu mandato.

## Vida pessoal
Casou-se com Sandra Rosado, que foi deputada federal pelo PMDB, de 2003-2007, e a partir desde ano, pelo PSB, com quem teve quatro filhos.